# Gesang
Gesang Martohartono (ur. 1 października 1917 w Surakarcie, zm. 20 maja 2010 tamże) – indonezyjski kompozytor i wykonawca muzyki keroncong, zaliczany do gwiazd indonezyjskiej kultury popularnej.
Rozpoznawalność przyniósł mu utwór „Bengawan Solo” z 1940 r., który stał się znany również w innych krajach Azji, m.in. w Wietnamie, Tajlandii czy Chinach, a także w Ameryce Południowej. Kompozycja ta największą popularność poza granicami Indonezji zyskała w Japonii. Pieśń została przełożona na szereg języków obcych (m.in. angielski, chiński i japoński).